# Schmidtiana boudanti
Schmidtiana boudanti är en skalbaggsart som beskrevs av Antonio Vives och Tatsuya Niisato 2004. Schmidtiana boudanti ingår i släktet Schmidtiana och familjen långhorningar.
Artens utbredningsområde är Filippinerna. Inga underarter finns listade i Catalogue of Life.